# Onze-Lieve-Vrouw-Hemelvaartkerk (Bollendorf-Pont)
De Onze-Lieve-Vrouw-Hemelvaartkerk is de kerk van de tot de Luxemburgse gemeente Berdorf behorende plaats Bollendorf-Pont.
De kerk is een nevenkerk van de parochie van Berdorf, en werd gebouwd in 1952-1953 naar ontwerp van Constant Gillardin. In 1954 werd de kerk ingezegend. De kerk heeft een hoge, losstaande toren welke drie klokken bevat. In het koor zijn schilderingen door Ben Heyart aangebracht, de kruisweg werd geschilderd door Edmond Goergen. De non-figuratieve glas-in-loodramen zijn van Charles Bradtké (1954).